# Li Nan (Rechtswissenschaftlerin)
Li Nan (* vor 1980) ist eine chinesische Juristin, Beamtin im chinesischen auswärtigen Dienst und Menschenrechtsexpertin. Sie ist seit Januar 2023 Expertin im Ständigen Forum für Indigene Angelegenheiten (UNPFII) beim Wirtschafts- und Sozialrat der Vereinten Nationen.

## Herkunft und Ausbildung
Li hat einen Bachelor of Arts und einen Master-Abschluss für Menschenrechte und humanitäres Völkerrecht.

## Karriere
Seit den 1990er Jahren arbeitete sie im chinesischen Außenministerium und war dort für verschiedene multilaterale Themen wie Menschenrechte, Terrorismusbekämpfung und regionale Kooperation verantwortlich. Sie war auch zeitweise bei der Ständigen Vertretung der Volksrepublik China bei der UN-Wirtschafts- und Sozialkommission für Asien und den Pazifik (UNESCAP) tätig.
Ihre erste Berührung mit dem Themenbereich Indigene Völker reicht in die 2000er Jahre zurück, als sie persönliche Assistentin der ersten chinesischen Expertin im UN-Forum für indigene Angelegenheiten, Qin Xiaomei, war.
Später war Li als leitende Beamtin bei der United Nations Association of China beschäftigt.
Zurzeit (2023) ist Li Nan Beraterin der Abteilung für internationale Organisationen und Konferenzen im chinesischen Außenministerium.

## Sonstige Aufgaben
Für die Periode vom Januar 2023 bis Dezember 2025 wurde sie als Vertreterin der Regierungen zu einer der 16 Expertinnen für das UN-Forum für Indigene Angelegenheiten beim Wirtschafts- und Sozialrat der Vereinten Nationen ernannt.